# Tybaertiella convexa
Tybaertiella convexa là một loài nhện trong họ Linyphiidae.
Loài này thuộc chi Tybaertiella. Tybaertiella convexa được Herman Theodor Holm miêu tả năm 1962.